# Francisco Sanguino
Francisco José Sanguino  Oliva, cuyo nombre legal es Francesc Josep, (Alicante, 7 de marzo de 1964) es un escritor español. Firma sus obras como Francesc Sanguino o Paco Sanguino.

## Biografía
Francesc Josep Sanguino i Oliva es licenciado en Filosofía y Letras (Hispánicas) por la Universidad de Alicante. Fue profesor de Lengua y Literatura en el Liceo Francés de Alicante, de Español para extranjeros en la Universidad de Alicante, ejerció como redactor de Recursos en la Red (Editorial Prensa Ibérica) y como subdirector de Contenidos de Universia, responsable del OpenCourseWare de la Universidad de Alicante entre 2007 y 2014 y es profesor de Cultura Clásica de Educación Secundaria. Fue el primer presidente de la Associació Valenciana d'Escriptores i Escriptors Teatrals (2014-2017), fue director del Teatro Principal de Alicante (2015-2019) y director del Festival Internacional de Teatro Clásico de Alicante (I-II-III ediciones). En 2018 fue nombrado Vicepresidente de la Academia de las Artes Escénicas de España. Fue conseller del Consell Valencià de Cultura (2018-2019), máximo órgano consultivo de la Generalidad Valenciana. En 2019 se presentó como alcaldable por el PSOE en su ciudad natal. Desde 2023 dirige el Aula de Teatro Contemporáneo de la Universitat d'Alacant. En 2024 fue nombrado codirector de la colección de libros de Teatro "Casa de Comèdies" de la Universitat d'Alacant.
Está considerado uno de los escritores españoles de teatro de la llamada "Generación Bradomín". Ha ganado prestigiosos premios como el Premio de las Letras de la Junta de Castilla y León (Fray Luis de León), el Ciudad de San Sebastián o el Marqués de Bradomín. Sus obras han sido leídas, traducidas y estrenadas en España y en países de Europa e Iberoamérica. También ha sido guionista de ficción en TV3 y Canal 9.

## Obras teatrales
- La odisea según Penélope (2024). Versión libre de la obra de Homero. Aula de Teatre de la Universitat d'Alacant.
- Aquel verano (2024).
- Lisístrata. Occupy Acrpolis (2024) Versión libre de Lisístrata de Aristófanes. Aula de Teatre Universitat d'Alacant. Editada por la Universidad de Alicante. Festival de Teatre Clàssic de l'Alcúdia. Festival Internacional de Teatro Clásico de Alicante. Festival de Teatro Clásico de la Universidad de Coimbra.
- La història del comunisme contada per a malalts mentals (2023). Versión en catalán de la obra homónima de Matei Vișniec para el Aula de Teatre de la Universitat d'Alacant.
- Édith (2023).
- La rebelión / La rebel·lió (2023), versión libre de la novela homónima de Joseph Roth.
- Ulisses in Berlin (2014), producción de CulturArts Generalidad Valenciana (2014). Estreno en la Muestra de Teatro de Autores Españoles Contemporáneos.
- No abras a nadie (2013), producida por El Club de la Serpiente (2014).
- Por culpa de Yoko (2008), producida por Jácara Teatro. Finalista de los premios Max al mejor musical (2010). Muestra de Autores Españoles de Teatro Contemporáneo (2008).
- Incertidumbre (2007), Premio Fray Luis de León 2009, Junta de Castilla y León.
- El cumpleaños de Marta (2000), producida por El Club de la Serpiente (2000). Muestra de Autores Españoles de Teatro Contemporáneo.
- 'La Costilla de Adán (2000), junto a Rafa González. Una versión de La Costilla Asada de Adán, de Carmen Rico Godoy, producida por NOBA Producciones.
- Creo en Dios (1994), en colaboración con Rafael González Gosálbez. Premio Ciudad de San Sebastián 1995. El Club de la Serpiente y Teatres de la Generalidad Valenciana (1995), Muestra de Autores Españoles de Teatro Contemporáneo.
- El urinario del cine Rialto (1993). Premio Ciudad de Alcorcón 1996. Moma Teatre y Teatres de la Generalidad Valenciana (1994). Muestra de Autores Españoles de Teatro Contemporáneo.
- Metro (1992), en colaboración con Rafael González Gosálbez. Representó a la dramaturgia española en el Encuentro España-Argentina del Ministerio de Cultura en 1995) y se representó en la Muestra de Autores de Teatro Español Contemporáneo. Moma Teatre y Teatres de la Generalidad Valenciana (1994). Muestra de Autores Españoles de Teatro Contemporáneo.
- La confesión de un hijo de puta (1991), en colaboración con Rafael González Gosálbez.
- Mario 1979 (1993). Accésit del Premio Marqués de Bradomín para Jóvenes Autores del Ministerio de Cultura.
- Descubrimiento (1990). Accésit del Premio Marqués de Bradomín para Jóvenes Autores del Ministerio de Cultura en colaboración con Rafael González Gosálbez.
- Elvis (Elviro Pérez), (1989), en colaboración con Rafael González Gosálbez.
- 013 varios: informe prisión, en colaboración con Rafael González Gosálbez. Premio Certamen Nacional "Marqués de Bradomín", Ministerio de Cultura, 1987.

## Televisión
- A flor de Pell, TV3, Canal 9 (1997)
- Maniàtics, Canal 9 (2007)

## Premios
- Premio Marqués de Bradomín, Ministerio de Cultura, 1987.
- Accésit del Premio Marqués de Bradomín, Ministerio de Asuntos Sociales, 1990.
- Accésit del Premio Accésit del Premio Marqués de Bradomín, Ministerio de Asuntos Sociales, 1993.
- Premio Ciudad de San Sebastián, Ayuntamiento de San Sebastián y Fundación Kutxa, Guipúzcoa, 1995.
- Premio Ciudad de Alcorcón, Ayuntamiento de Alcorcón, 1996.
- Premio Fray Luis de León de la Junta de Castilla y León, 2008.

## Estrenos y lecturas dramatizadas
- Muestra de Teatro de Autores Contemporáneos, Ministerio de Cultura, Alicante, 2015.
- Festival Nacional de Teatro, Asociación Madres de Mayo, Buenos Aires, Argentina, 2009.
- Muestra de Teatro de Autores Contemporáneos, Ministerio de Cultura, Alicante, 2008.
- Festival ParolediScena del Teatro Argot, Roma, Italia, 2006.
- Muestra de Teatro de Autores Contemporáneos, Ministerio de Cultura, Alicante, 2000.
- Carrefour Européen des Littératures Dramatiques en Traduction, Orleans, Francia, 1999.
- Muestra de Teatro de Autores Contemporáneos, Ministerio de Cultura, Alicante, 1996.
- Muestra de Teatro de Autores Contemporáneos, Ministerio de Cultura, Alicante, 1995.
- Encuentro Cultural España-Argentina, Ministerio de Cultura, Buenos Aires, Rosario, Argentina, 1995.
- Muestra de Teatro Contemporáneo, Ministerio de Cultura, Madrid, 1989.
- Muestra de Teatro Español Contemporáneo, Mérida, 1988.
- Muestra de Teatro Joven Español, Ministerio de Cultura, Teatro Campoamor de Oviedo, 1988.
- Muestra de Teatro Joven, Ministerio de Cultura, Teatro Campoamor de Oviedo, 1986.

## Traducciones
- Ulisses in Berlin, por Catalina Iliescu al rumano.
- Metro, por Fátima Esper y Joao Paulo Leao al portugués (Brasil).
- Metro, por Pino Tierno (Italia).
- Metro, por Isabel Garma-Berman (Francia).
- Je croix en Deux, por Josefina Posse-Murgui (Suiza).

## Adaptaciones
- Metro, por Cristián Quezada (Chile)
- Subte, por Gustavo López Conde (Argentina)
- Metro, por Raúl Echegaray (México)

## Ediciones
- La confesión de un hijo de puta, La Avispa, Madrid, 1994
- Metro, La Avispa, Madrid, 1995.
- Violeta, Instituto de Cultura Juan Gil-Albert, Alicante, 1996
- El Urinario del Cine Rialto, Ayuntamiento de Alcorcón, Madrid, 1996
- Metro, Muestra de Autores Españoles, Instituto de Cultura Juan Gil-Albert, Alicante, 1995.
- Metro, Fundación Autor, Sociedad General de Autores, Madrid, 1998
- Creo en Dios, Fundación Kutxa, San Sebastián, 1995
- Creo en Dios, Aguilar, Colección Antonio Machado, Madrid, 1998
- Creo en Dios, Estreno, Penn University, Pensilvania, EE. UU., 1998.
- Al borde del área, (vv. aa.) Muestra de Autores Españoles, Instituto de Cultura Juan Gil-Albert, Alicante, 1999.
- Incertidumbre, Junta de Castilla y León, Valladolid, 2009.
- Incertidumbre, Instituto de Cultura Juan Gil-Albert, Diputación de Alicante, 2012.
- Ulisses in Berlin, Fundación SGAE, Madrid, 2015.
- Todo era marzo y otros relatos, Eléctrico Romance, Alicante, 2020
- Lisístrata. Occupy Acrópolis. Universitat d'Alacant, Servicio de Publicaciones, Alicante, 2024.

## Ediciones Digitales
- Metro, Biblioteca Virtual Miguel de Cervantes, Universidad de Alicante y Grupo Santander, Alicante,2000
- Creo en Dios, Biblioteca Virtual Miguel de Cervantes, Universidad de Alicante y Grupo Santander, Alicante, 2000.
- La confesión de un hijo de puta, Centro Latinoamericano de Creación e Investigación Teatral, Buenos Aires, 2008.
- Metro, Centro Latinoamericano de Creación e Investigación Teatral, Buenos Aires, 2008.